# ザ・ロスト・トライデント
『ザ・ロスト・トライデント』（原題：The Lost Trident Sessions）は、ジャズ・フュージョン・グループ、マハヴィシュヌ・オーケストラのスタジオ・アルバム。1999年9月21日にソニー・ミュージックエンタテインメントから発売された。もともと1973年6月にトライデント・スタジオで録音されたものだったが、26年後になるまで発売されなかった。アルバムの詳細なライナーノーツによると、1998年11月、コロムビア・レコードのプロデューサー、ボブ・ベルデンが、コロムビアのロスアンゼルスにある地下保管室で、マハヴィシュヌ・オーケストラが1972年に発表したアルバム『火の鳥』のリマスター版を再発売するにあたり追加収録できる素材を探している時に、四分の一インチカートリッジを2本偶然発見したということである。そのテープには録音された場所は記入されていたものの、タイトルは記入されていなかった。しかしさらに調べたところ、ステレオにミックスダウンされた、「マハヴィシュヌ・オーケストラの三枚目のスタジオ・アルバムになるはずのもの」であることが明らかとなったのである。
ギタリストのジョン・マクラフリンは、1977年に、ミュージック・ギグ・マガジンに以下のように語っている。
「ジョンズ・ソング＃２」を除き、このアルバムの曲はすべて、他のアルバムで聴くことができる。「ドリーム」、「トリロジー」、そして「シスター・アンドレア」は1973年のマハヴィシュヌ・オーケストラのライブ・アルバム『虚無からの飛翔』に収録されている。また、「アイ・ワンダー」と「ステッピングス・トーンズ」はヴァイオリン奏者であるジェリー・グッドマンと鍵盤奏者のヤン・ハマーによる1974年のアルバム『ライク・チルドレン』に収録されている。

## 収録曲
| #         | タイトル                                        | 作詞      | 作曲                 | 時間  |
| --------- | ----------------------------------------------- | --------- | -------------------- | ----- |
| 1.        | 「ドリーム（Dream）」                           |           | ジョン・マクラフリン | 11:10 |
| 2.        | 「トリロジー（Trilogy）」                       |           | ジョン・マクラフリン | 9:33  |
| 3.        | 「シスター・アンドレア（Sister Andrea）」       |           | ヤン・ハマー         | 6:47  |
| 4.        | 「アイ・ワンダー（I Wonder）」                  |           | ジェリー・グッドマン | 3:10  |
| 5.        | 「ステッピングス・トーンズ（Steppings Tones）」 |           | リック・レアード     | 3:11  |
| 6.        | 「ジョンズ・ソング＃２（John's Song #2）」      |           | ジョン・マクラフリン | 5:53  |
| 合計時間: | 合計時間:                                       | 合計時間: | 39:44                |       |

## パーソネル
- ジョン・マクラフリン – ギター、プロデュース
- ヤン・ハマー – エレクトリック・ピアノ、シンセサイザー、プロデュース
- ビリー・コブハム – ドラムズ、プロデュース
- ジェリー・グッドマン – エレクトリック・ヴァイオリン、ヴィオラ、プロデュース
- リック・レアード – ベース、プロデュース
- ケン・スコット – エンジニア
- マーク・ワイルダー – マスタリング
- ボブ・ベルデン – プロデュース

## チャート
| 年   | チャート              | 順位 |
| ---- | --------------------- | ---- |
| 1999 | Billboard Jazz Albums | 4    |